# Mellow Mood
Mellow Mood es una banda italiana de reggae procedente de Pordenone, formada en 2005.

## Historia
El grupo fue formado en San Vito al Tagliamento en 2005. Grabaron su primer EP en 2006. En 2008, la banda ganó el concurso Italia Wave de Friuli-Venecia Julia y al año siguiente ganaron otro concurso patrocinado por Rototom Sunsplash, en dicho festival celebrado en Benicassim, ya han tocado 3 veces.
Su debut oficial fue en 2009, cuando lanazaron su disco llamado "Move!", producido por Paolo Baldinim, quien más tarde se incorporará a él. La banda está liderada por los hermanos gemelos Jacobo y Lorenzo Garzia, y compuesta por Federico Mazzolo (también conocido por su proyecto IOSHI) quien toca la batería, al teclado Enrico bernardini, al bajo Guilio Frausin (quien divide su tiempo entre las bandas Mellow Mood y The Slepin tree, folk acústico) y en la sección de viento Stefano y Roberto Salmaso.

## Miembros actuales
- Jacobo Garzia - Voz y guitarra
- Lorenzo Garzia - Voz y guitarra
- Antonio Cicci - Batería (desde 2015)
- Giulio Frausin - Voz y bajo
- Filippo Buresta - Teclado (desde 2011)

### Antiguos miembros
- Romeo Enrico Bernardini - teclado (hasta 2011)
- Stefano Salmaso - saxofón (hasta 2012)
- Roberto Dazzan - trompeta (hasta 2013)

## Discografía

### Álbumes
- 2009 - Move!
- 2012 - Well Well Well
- 2014 - Twinz
- 2015 - 2 the World
- 2018 - Large

### Sencillos
- 2010 - Dance inna babylon
- 2010 - Only You
- 2012 - Inna Jail
- 2012 - She's So Nice
- 2012 - Refugee
- 2012 - Free Marijuana ft Damas
- 2013 - Show Us
- 2013 - Do mi Thing
- 2013 - Informers ft Kg Man
- 2013 - Dig Dig Dig
- 2013 - Extra Love ft Tanya Stephens
- 2014 - Inna Jamaica ft Richie Campbell
- 2015 - Inna Jamaica pt.2 ft Hempress Sativa & Forelock
- 2015 - Criminal ft Andrew I

### Colaboraciones
- 2010 - Sensi (Africa Unite)
- 2012 - Nel giardino dei fantasmi (Tre allegri ragazzi morti)[8]
- 2014 - One Drop Music (Sr. Wilson)
- 2022 - Just One (Quartiere Coffee)

## Premios
- 2009 - Italian Reggae Contest of Rototom Sunsplash.